# M/F Clipper Point
Clipper Point ( IMO: 9350666,  MMSI: 212375000, Pozivni znak: C4YV2), ro-ro brod s matičnom lukom u Limassolu na Cipru. Izgrađen je 2008. godine kao jedan od četiri broda P serije, ostala tri su: Seatruck Pace, Seatruck Panorama i Clipper Pennant. Dužina i širina su mu 142m × 23.03m i nosivosti 3.800 t., maksimalna brzina 18.6 čvorova. Na svoje 3 palube može prevoziti 120 prikolica za kamione.
Izgrađen je u Huelvi u Španjolskoj u brodogradilištu Astilleros de Huelva.
- Clipper Point u Algecirasu snimljen 21. srpnja 2016. Uobičajrna relacija mu je Tanger Med II - Algeciras.